# Povestiri neobișnuite
Povestiri neobișnuite este o colecție de povestiri scurte științifico-fantastice-fantastice scrise de Jean Muno care a apărut la Editura Univers, în 1987 în traducerea Rodicăi Lascu-Pop. Se bazează pe traducerea unor povestiri din volumele La brèche (1973) și Histoires singulières (1979). Jean Muno menționează acest lucru în prefața cărții: „majoritatea textelor (povestiri și nuvele) [...] au apărut în franceză, în ordine dispersată, în volume diferite, unele colective”.
Muno preia mai multe teme clasice ale fantasticului pe care le folosește în contextul vieții moderne: dedublarea (în Mediul, Pseudonimie, Celălalt), amestecarea visului cu realitatea (Dorul de țară), fantoma (Nimeni), vampirul, sufletul care pentru odihna sa cere îndeplinirea unor cerințe (Telefonul), moartea personificată (Celălalt, Breșa, Banca albastră), obiecte însuflețite (Mănușa de voluptate, Scaunul), repetarea/oprirea timpului (Ultima gară).

## Cuprins
- Dorul de țară
- Mănușa de voluptate
- Doamna cu cățelul
- Scaunul
- Mediul
- Nimeni
- Banda desenată
- Celălalt
- Puterea obișnuinței
- Frumoasa zi stupidă
- Diateză reflexivă
- Breșa
- Nimeni la Mănăstirea Forest
- Franz și Bazilica
- Ultima gară
- Telefonul
- Greutatea
- A fost odată
- Pseudonimie
- Casa natală
- Banca albastră
- Audioviziune